# Nedra Wheeler
Nedra Wheeler ist eine US-amerikanische Jazz-Bassistin.
Wheeler lernte zunächst Gitarre, Piano und Orgel, bevor sie in der Junior Highschool zum Kontrabass wechselte. Den Master of Fine Arts erwarb sie am California Institute of the Arts und arbeitete in den 1980er-Jahren zunächst als Sessionmusikerin. In den frühen 1990er-Jahren mit Milcho Leviev, mit dem sie 1990 in Bulgarien tourte, ferner mit Pat Benatar (1991), Kenny Burrell, Billy Higgins und Cedar Walton. Unter eigenem Namen legte sie das Album Gifts vor.
Es folgten Aufnahmen mit Karl Denson, den Harper Brothers (Artistry, 1991), Terence Blanchard (Malcolm X) und Horace Tapscott (Project Blowed, 1994), in den 2000er-Jahren auch u. a. mit Michael White im in Los Angeles ansässigen Musikerkollektiv Build an Ark sowie in der Al Williams Jazz Society. Wheeler, die in Kalifornien lebt, war von 1990 bis 2007 bei 21 Aufnahmesessions beteiligt, u. a. auch bei Karen Briggs, Tomas Janzon und June Kuramoto. 2006 erhielt sie den Jazz Legend of Los Angeles Award. Sie unterrichtet am Los Angeles Community College und im Jazz Mentorship-Programm von Los Angeles.

## Lexikalischer Eintrag
- Leslie Gourse: Madame Jazz: Contemporary Women Instrumentalists. Oxford University Press, 1995